# Tour ITT
Pour les articles homonymes, voir ITT.
La Tour ITT, renommée « IT Tower » au début des années 2000, est un immeuble de bureaux réalisé par Walter Bresseleers entre 1968 et 1971, à Bruxelles. Elle est l'un des symboles de ce que l'histoire de l'urbanisme a ensuite appelé la bruxellisation.

## Localisation
La IT Tower se situe au carrefour de l'avenue Louise et l'avenue Émile Demot, à l'adresse 480 avenue Louise, 1050 Bruxelles. En contrebas, on retrouve l'abbaye de la Cambre. 
Situé au début de l'avenue Louise, l'immeuble est considéré comme un symbole d'entrée dans la ville de Bruxelles et impose son empreinte urbanistique. Cette tour a marqué son époque et rompt avec son paysage urbain. 
La construction de la tour a débuté en 1968 et a été achevée en 1971. Elle a été commandée par la compagnie américaine ITT (International Telephone and Telegraph).

## Histoire
La tour a été commandée par la compagnie américaine ITT (International Telephone and Telegraph) souhaitant installer ses bureaux, c'est l'architecte Walter Bresseleers et son cabinet ELD Partnership qui répondent à la commande. Cette tour est la représentation de la mondialisation[non neutre], en ayant une compagnie américaine qui investit les terrains bruxellois. C'est alors une œuvre architecturale comme politique. 
Néanmoins, cette tour connait une mauvaise réception auprès des habitants, avant même qu'elle soit construite, et crée la polémique. Le problème majeur soulevé est la relation avec l'abbaye de la Cambre, en contrebas. Des voix s'élèvent pour tenter de mettre fin à ce projet. Les principaux arguments défavorables concernent le patrimoine : certains bâtiments de l'abbaye sont classés et donc à protéger, la tour produira une ombre considérable sur l'abbaye (inexistante habituellement), une démolition de maison de maître pour construire la tour et enfin une densification du trafic automobile. On assiste donc à un éveil et à la reconnaissance de la notion de protection de patrimoine.
Mais, la tour a tout de même été construite. En effet, l'implantation de la tour, est située sur une parcelle privée d'une maison d'artiste : Guillaume de Groot. Dans un des endroits les plus tranquilles de l'avenue Louise surplombant l'abbaye de la Cambre, sur un terrain offert en 1922 avec sa maison par le sculpteur Guillaume De Groot à la Ville de Bruxelles pour y ouvrir un musée consacré à ses œuvres, suscita de nombreuses protestations publiques, mais l'échevin des travaux publics Paul Vanden Boeynants, insensible à tout argument esthétique ou urbanistique, persista dans son projet. Pour ce faire il fallut non seulement passer outre aux dispositions testamentaires de Guillaume De Groot, mais il fallut mettre à bas sa maison remarquable et le joli manoir voisin. Néanmoins, le manoir n'ayant pas été conservé, la barrière elle, qui bordait la maison a été conservée, et réinstallée neuve afin de garder le vocabulaire de l'avenue Louise et d'Emile de Mot. 
La tour s'est vidée lorsque ITT a été démantelé et a cédé la gestion européenne à Alcatel, le bâtiment a été confié à l'agence immobilière Crick & Co. Mais la tour est restée longtemps vide, a subi des travaux de remises aux normes sanitaires (traces d'amiante). La IT Tower a trouvé acquéreur auprès la CIB (Compagnie Immobilière de Belgique) en 1988.
En 2017, AG Real Estate récupère les clefs de la tour et conserve le nom de IT Tower. Le propriétaire loue les étages à différentes entreprises. La surface totale est de 23 000 m2.

## Architecture
La tour s'inscrit dans un mouvement moderniste et de style international, caractéristique des années 1960-1970.  L'immeuble est réalisé par Walter Bresseleers, dont l’agence se nomme ELD, et qui lui-même est associé à Walter Gropius. On retrouve des influences architecturales de Gropius ou même Mies Van de Rohe, en effet ces architectes ont été en contact et partagent les mêmes convictions architecturales. 
Son architecture s'inspire des plus célèbres gratte-ciel nord-américain du même mouvement conçus pendant cette époque. Avec ses espaces dégagés au rez-de-chaussée et le style de la façade en aluminium noir, elle est une des rares en Europe à s'assimiler aux principales réalisations de Ludwig Mies van der Rohe comme le Seagram Building, le Kluczynski Federal Building ou les tours du Toronto-Dominion Centre. La structure de la façade se rapproche également de celle du One Liberty Plaza situé à New York.
La tour comprend 25 étages et est haute de 102 mètres. Elle est composée de deux tours, l'une aveugle, technique et l'autre de bureaux.

### Le rez-de-chaussée
La tour possède son entrée sur l'avenue Louise, ce qui est une marque de prestige. 
Le rez-de-chaussée a connu de nombreuses modifications dans son agencement, mais le principe reste le même : une ascension de quelques marches pour franchir le dénivelé ascendant (+1,5 mètre par rapport à l'avenue Louise). Mais aujourd'hui, l'entrée est un cube de verre, comprenant un jardin sec en son intérieur.
L'entrée débouche sur un hall monumental avec une grande hauteur sous plafond (7,70 mètres de haut). L'espace d'accueil est minimaliste comprenant un comptoir d'accueil, les salons d'attente et l'accès privé à la tour distributive. 
La tour comporte un aménagement paysager simple, une pelouse clôturée et une haie. La clôture est un système qui date de sa construction.

### Les tours

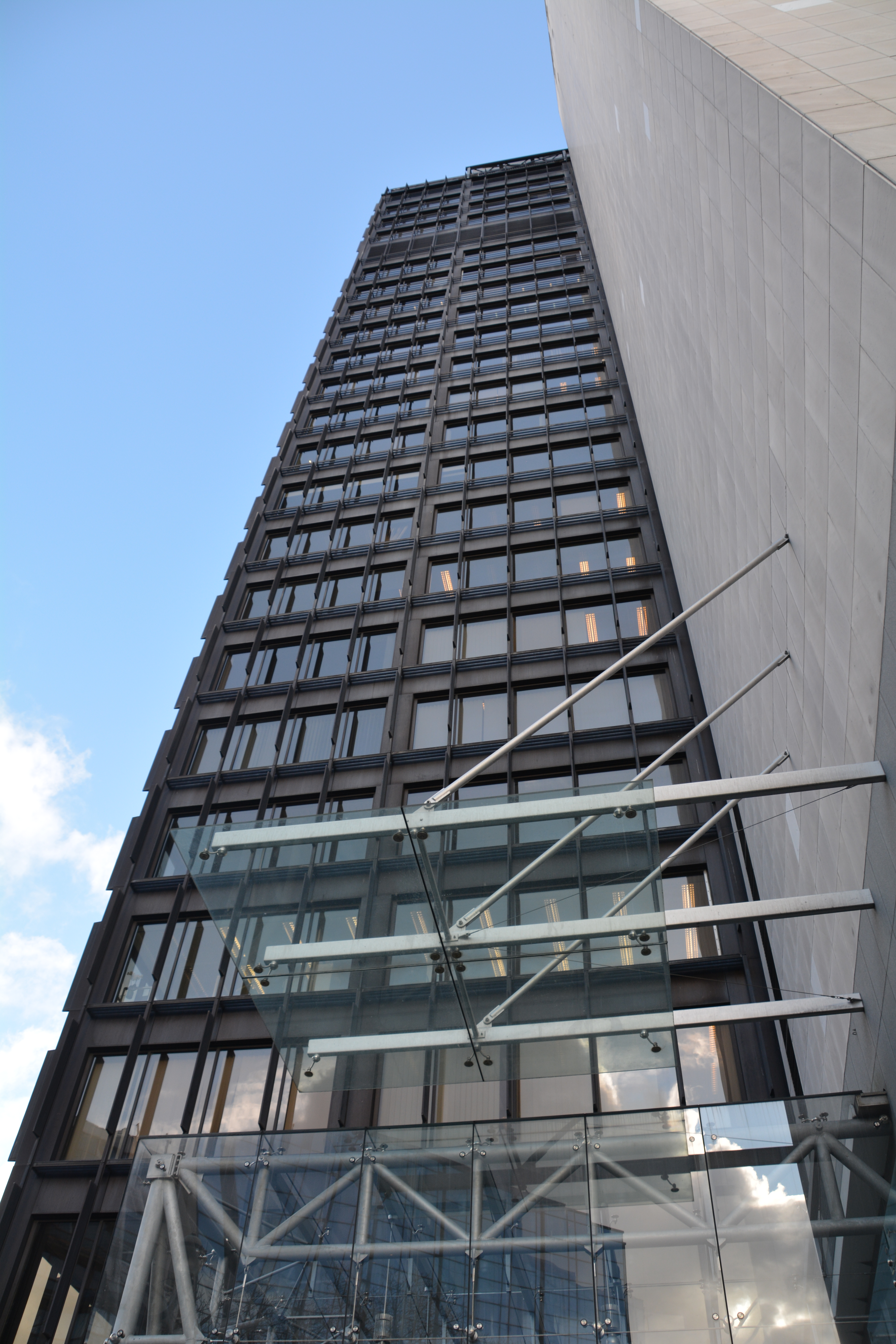
Photographie montrant l'entrée et les deux types de façades : aveugle et façade rideaux.

La tour technique dite aveugle comprend les fonctions techniques : escaliers de secours, 6 ascenseurs (dont un de service) et des toilettes hommes/femmes. Elle est construite en béton.
La tour de bureaux comporte deux noyaux techniques : un comprenant les escaliers de secours et gaines techniques et l'autre exclusivement de gaines techniques. Ces noyaux sont également conçus pour renforcer la stabilité du bâtiment et pour porter les planchers supérieurs (comme les poteaux à ce titre). Les étages sont identiques, vides, on appelle ce principe : plateau. Néanmoins chaque plateau est agencé selon les besoins de l'entreprise qui occupe l'étage. Aujourd'hui tous les niveaux ont été réhabilités, les traces matérielles d'origines se font rares, certains carrelages et les toilettes ont été conservés. Le 19ème étage est dédié à l'étage technique, il est alors aveugle.
Le toit comprend un restaurant gastronomique étoilé : Villa in the Sky, crée en 2014. À l'origine c'était un projet temporaire de restauration nommé « The C-Expérience », fondé en 2013. En 2014 c'est le chef Alexandre Dionisio, qui est aux commandes définitivement, en ouvrant le restaurant Villa in the Sky. L'architecture de ce restaurant sur le toit est silencieuse. En effet, on le surnomme le cube de verre. Le projet est sur pilotis, une terrasse surélevée, avec une structure en acier. Les façades sont entièrement vitrées ce qui promet une vue panoramique imprenable sur tout Bruxelles.        

### Les façades
La tour technique est aveugle, c'est-à-dire qu'elle ne propose aucune vue ni donc de fenêtre. La façade est un travail de placage de pierre, format carré, le calepinage (l'agencement des plaques de pierres) est à joint régulier. La pierre est lisse, blanche à tendance grise (teinte : RAL 9002).  

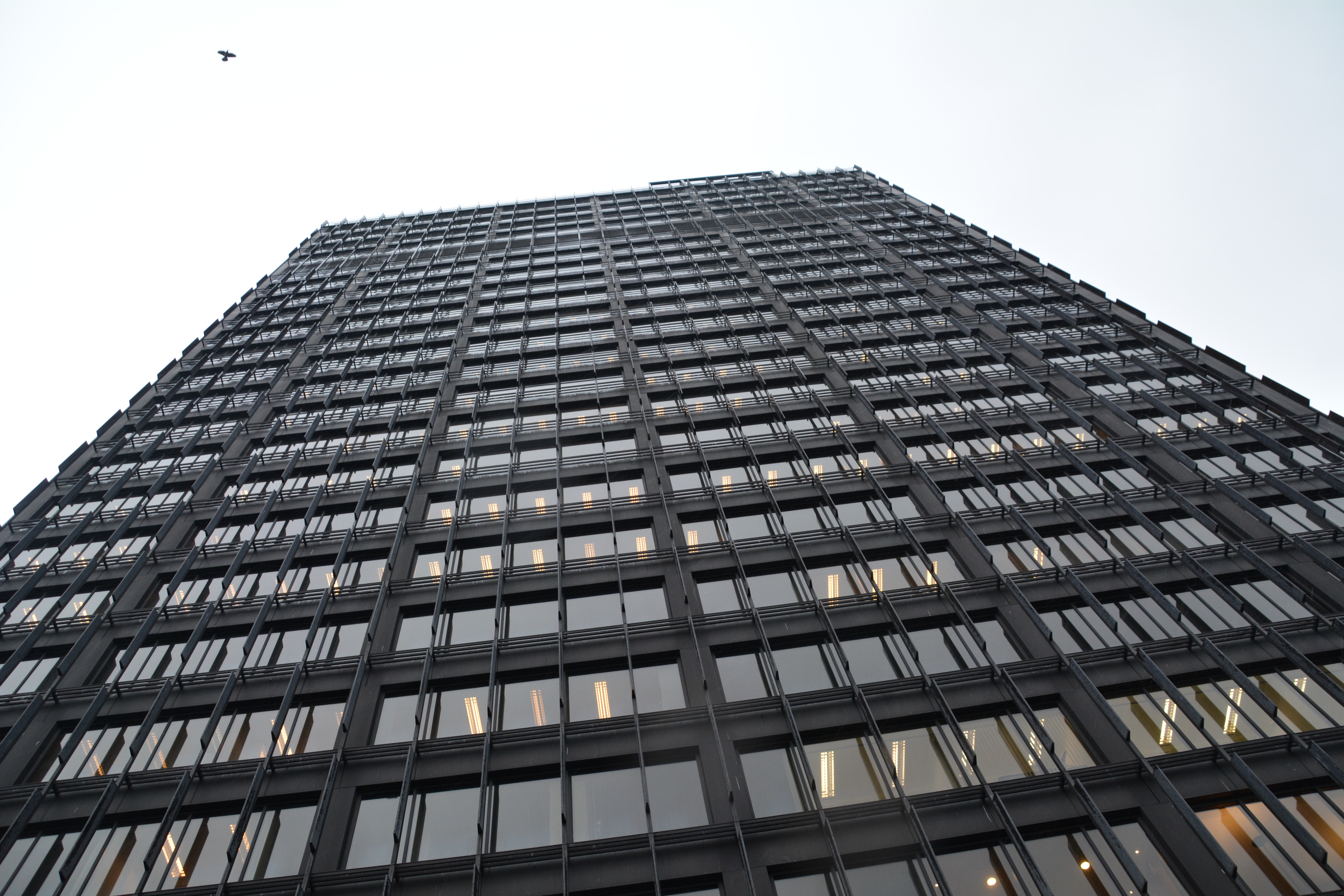
Photographie de la Tour ITT mettant en exergue l'exosquelette.

La tour de bureaux elle, possède une façade rideau, une façade principalement vitrée, qui n'assure pas la stabilité du bâtiment. Ainsi, les quatre façades sont ouvertes. Le vitrage actuel en thermopane est celui d'origine. L'étage 19, qui correspond à l'étage technique, dénote du reste étant donné que c'est un étage aveugle. On observe un changement de matérialité, on passe du vitrage thermopane à du bardage horizontal d'aluminium noir et tranche donc avec un jeu d'opacité, qu'on retrouve également au sommet de la tour. 
Les façades sont composées d'un exosquelette en aluminium noir (teinte : RAL 8019), en avant de 50 centimètres de la façade. Cet exosquelette assure la pratique de lavage des façades, en effet ces caillebotis permettent à un homme de nettoyer, on retrouve en tête de tour un rail permettant aux personnes de pouvoir s'encorder. Il fonctionne également comme un élément esthétique rythmant la façade et lui donnant du relief.    
Cette façade est remarquable et reprend parfaitement les codes du style international. La façade est encore aujourd'hui d'origine et est extrêmement bien conservée, ce qui génère encore une fois sa notoriété. Elle incarne le style et les codes des années 1960-1970.  
Les deux tours imbriquées forment un étonnant contraste entre l'éclatante massivité de la tour technique et la sombre transparence de la tour de bureau.

Vue panoramique des jardins étagés de l'abbaye avec la Tour ITT à gauche